# London Critics’ Circle Film Award/Beste technische Leistung
Der London Critics’ Circle Film Award für die beste technische Leistung (im Original: The Sky 3D Award – Technical Achievement) wurde 2012 zum ersten Mal vergeben.

## Preisträger
Anmerkung: Die Preisverleihung der  London Critics’ Circle Film Awards bezieht sich immer auf Filme des vergangenen Jahres, Preisträger von 2012 wurden also für ihre Leistungen von 2011 ausgezeichnet.
| Jahr | Preisträger                                            | Film                                 | Leistung          | Nominierte |
| ---- | ------------------------------------------------------ | ------------------------------------ | ----------------- | --- |
| 2012 | Maria Djurkovic                                        | Dame, König, As, Spion               | Produktionsdesign | Manuel Alberto Claro (Kamera) – Melancholia Paul Davies (Sounddesign) – We Need to Talk About Kevin Dante Ferretti (Produktionsdesign) – Hugo Cabret Alberto Iglesias (Filmmusik) – Die Haut, in der ich wohne Chris King, Gregers Sall (Schnitt) – Senna Joe Letteri (Visuelle Effekte) – Planet der Affen: Prevolution Cliff Martinez (Filmmusik) – Drive Robert Richardson (Kamera) – Hugo Cabret Robbie Ryan (Kamera) – Wuthering Heights – Emily Brontës Sturmhöhe                                                 |
| 2013 | Bill Westenhofer                                       | Life of Pi: Schiffbruch mit Tiger    | Visuelle Effekte  | Jacqueline Durran (Kostüme) – Anna Karenina William Goldenberg (Schnitt) – Argo Ben Richardson (Kamera) – Beasts of the Southern Wild Joakim Sundström, Stevie Haywood (Sounddesign) – Berberian Sound Studio Bernard Floch (Make-up) – Holy Motors Claudio Miranda (Kamera) – Life of Pi: Schiffbruch mit Tiger Jack Fisk und David Crank (Produktionsdesign) – The Master David Raedeker (Kamera) – Mein Bruder der Teufel Alexandre Desplat (Musik) – Der Geschmack von Rost und Knochen                             |
| 2014 | Tim Webber                                             | Gravity                              | Visuelle Effekte  | Judy Becker (Produktionsdesign) – American Hustle Howard Cummings (Produktionsdesign) – Liberace – Zu viel des Guten ist wundervoll Mark Eckersley (Schnitt) – Drecksau Sam Levy (Kamera) – Frances Ha Trish Summerville (Kostüme) – Die Tribute von Panem – Catching Fire T Bone Burnett (Musik) – Inside Llewyn Davis Kurt Swanson, Bart Mueller (Kostüme) – Stoker Sean Bobbitt (Kamera) – 12 Years a Slave Johnny Marshall (Sounddesign) – Upstream Color                                                           |
| 2015 | Mica Levi                                              | Under the Skin                       | Filmmusik         | Chris Wyatt (Schnitt) – ’71 Emmanuel Lubezki (Kamera) – Birdman oder (Die unverhoffte Macht der Ahnungslosigkeit) Joe Letteri (Visuelle Effekte) – Planet der Affen: Revolution Adam Stockhausen (Produktionsdesign) – Grand Budapest Hotel Mark Bridges (Kostüme) – Inherent Vice – Natürliche Mängel Michail Kritschman (Kamera) – Leviathan Kasia Walicka-Maimone (Kostüme) – A Most Violent Year Dick Pope (Kamera) – Mr. Turner – Meister des Lichts Tom Cross (Schnitt) – Whiplash                                |
| 2016 | Edward Lachman                                         | Carol                                | Kamera            | Carter Burwell (Musik) – Carol Wade Eastwood (Stunts) – Mission: Impossible – Rogue Nation Colin Gibson (Produktionsdesign) – Mad Max: Fury Road Elliot Graham (Schnitt) – Steve Jobs Tom Ozanich (Sounddesign) – Sicario Sandy Powell (Kostüme) – Cinderella John Seale (Kamera) – Mad Max: Fury Road Alastair Sirkett, Markus Stemler (Sounddesign) – Macbeth Andrew Whitehurst (Visuelle Effekte) – Ex Machina |
| 2017 | Sturla Brandth Grøvlen                                 | Victoria                             | Kamera            | Sylvain Bellemare (Sounddesign) – Arrival Gary Clark, John Carney (Musik) – Sing Street Justin Hurwitz (Musik) – La La Land Mica Levi (Musik) – Jackie: Die First Lady Gary Powell (Stunts) – Jason Bourne Robbie Ryan (Kamera) – American Honey Nat Sanders, Joi McMillon (Schnitt) – Moonlight Neal Scanlan (Visuelle Effekte) – Rogue One: A Star Wars Story Mark Tildesley (Produktionsdesign) – High-Rise |
| 2018 | Dennis Gassner                                         | Blade Runner 2049                    | Produktionsdesign | Mark Bridges (Kostüme) – Der seidene Faden (Phantom Thread) Pablo Grillo (Visuelle Effekte) – Paddington 2 Darius Khondji (Kamera) – Die versunkene Stadt Z Ben Morris (Visuelle Effekte) – Star Wars: Die letzten Jedi Darrin Prescott (Stunts) – Baby Driver Joshua James Richards (Kamera) – God’s Own Country Holly Waddington (Kostüme) – Lady Macbeth Emma Willis (Maske) – The Love Witch Hans Zimmer (Musik) – Dunkirk                                                                                          |
| 2019 | Łukasz Żal                                             | Cold War – Der Breitengrad der Liebe | Kamera            | Joe Bini (Schnitt) – A Beautiful Day (You Were Never Really Here) Nicholas Britell (Musik) – Beale Street Fiona Crombie (Produktionsdesign) – The Favourite – Intrigen und Irrsinn Wade Eastwood (Stunts) – Mission: Impossible – Fallout Nick Fenton, Chris Gill, Julian Hart (Schnitt) – American Animals Paul Lambert (Visuelle Effekte) – Aufbruch zum Mond (First Man) Marci Rodgers (Kostüme) – BlacKkKlansman Ethan Van der Ryn, Erik Aadahl (Sounddesign) – A Quiet Place Thom Yorke (Musik) – Suspiria         |
| 2020 | Barbara Ling                                           | Once Upon a Time in Hollywood        | Produktionsdesign | Will Becher, Richard Phelan (Animation) – Shaun das Schaf – Der Film: UFO-Alarm Jacqueline Durran (Kostüme) – Little Women Lee Ha-jun (Produktionsdesign) – Parasite Allen Maris (Visuelle Effekte) – Ad Astra – Zu den Sternen Todd Douglas Miller (Schnitt) – Apollo 11 Daniel Pemberton (Musik) – Motherless Brooklyn Oliver Tarney (Sounddesign) – 1917 Jasper Wolf (Kamera) – Monos – Zwischen Himmel und Hölle Jeremy Woodhead (Make-up) – Judy                                                                   |
| 2021 | Lucy Pardee                                            | Rocks                                | Casting           | Nicolas Becker (Sounddesign) – Sound of Metal Donald Graham Burt (Produktionsdesign) – Mank Deborah La Mia Denaver, Adruitha Lee (Maske) – Birds of Prey: The Emancipation of Harley Quinn Pete Docter (Animation) – Soul Stéphane Fontaine (Kamera) – Ammonite Jennifer Lame (Schnitt) – Tenet Mica Levi (Musik) – Lovers Rock Tomm Moore, Ross Stewart (Animation) – Wolfwalkers Joshua James Richards (Kamera) – Nomadland                                                                                           |
| 2022 | Brian Connor, Paul Lambert, Tristan Myles, Gerd Nefzer | Dune                                 | Visuelle Effekte  | Jenny Beavan (Kostüme) – Cruella Fabrizio Federico, Aline Hervé (Schnitt) – Martin Eden Jonny Greenwood (Musik) – The Power of the Dog Kenneth Ladekjær (Animation) – Flee (Flugt) Hélène Louvart (Kamera) – Die Sehnsucht der Schwestern Gusmão Andrew Droz Palermo (Kamera) – The Green Knight Justin Peck (Choreographie) – West Side Story Olivier Schneider (Stunts) – James Bond 007: Keine Zeit zu sterben Adam Stockhausen (Produktionsdesign) – The French Dispatch                                            |
| 2023 | Brian Leif Hansen                                      | Guillermo del Toros Pinocchio        | Animation         | Matias Boucard (Kamera) – Athena Ruth E. Carter (Kostüme) – Black Panther: Wakanda Forever Nina Gold (Casting) – Das Wunder Stephen Griffiths (Sounddesign) – Tár Kim Ji-yong (Kamera) – Die Frau im Nebel Catherine Martin (Kostüme) – Elvis Nick Powell (Stunts) – RRR Paul Rogers (Schnitt) – Everything Everywhere All at Once Leslie Shatz (Sounddesign) – Blond |
| 2024 | Mica Levi, Johnnie Burn                                | The Zone of Interest                 | Filmmusik und Ton | Kharmel Cochrane (Casting) – Saltburn Kahleen Crawford (Casting) – All of Us Strangers Sarah Greenwood (Produktionsdesign) – Barbie Andrew Jackson (Visuelle Effekte) – Oppenheimer Kôji Kasamatsu (Sounddesign) – The First Slam Dunk Shabier Kirchner (Kamera) – Past Lives – In einem anderen Leben Thelma Schoonmaker (Schnitt) – Killers of the Flower Moon Eugene Souleiman (Maske) – Medusa Deluxe Mathilde Van de Moortel (Schnitt) – Julie – Eine Frau gibt nicht auf Holly Waddington (Kostüme) – Poor Things |
| 2025 | Jomo Fray                                              | Die Nickel Boys                      | Kamera            | Manny Siverio, Christopher Colombo, Roberto Lopez (Stunts) – Anora Angus Bickerton (Visuelle Effekte) – Beetlejuice Beetlejuice Judy Becker (Produktionsdesign) – Der Brutalist Arianne Phillips (Kostümdesign) – Like A Complete Unknown Nick Emerson (Schnitt) – Konklave Paul Lambert (Visuelle Effekte) – Dune: Part Two Clément Ducol, Camille (Musik) – Emilia Pérez Jarin Blaschke (Kamerae) – Nosferatu – Der Untote Stéphanie Guillon, Pierre-Olivier Persin (Make-up) – The Substance                         |